# 王壹
王壹（1984年10月29日—），中国CG影视动画导演。出生于山西省左云县，2006年于中原工学院广播影视学院毕业。

## 经历
- 2004年冬天，王壹导演了他人生中第一部动画短片《这个秋天我没有收获》，这部影片也给后来王壹在从业路上的个人风格起到了指引性作用。
- 他一直比较关注小景别、小生活中的点点滴滴，发现其中的爱与恨，并演义出生活在角落中的人们，在面对人生时的态度和面孔。
- 其后王壹从一位主要从事连续剧、系列片的导演转型，开始大规模的接触商业领域，包括为土耳其英雄导演的人物传记《Seyit Onbasi》，以及为展览展示行业导演的《北洋海军提督署演示动画》、《太行太岳革命根据地演示动画》等多部涉及到影视多媒体的动画作品。
- 王壹现居于北京，主要致力于CG影视动画的导演、制片人工作。

## 作品
| 拍摄时间 | 片名               | 类型       | 职务/角色 | 色彩 |
| -------- | ------------------ | ---------- | --------- | ---- |
| 2012年   | 舞竹               | CG动画     | 导演      | 彩色 |
| 2011年   | 温暖的冬天         | 4D动画     | 导演      | 彩色 |
| 2010年   | 老猫山天湖         | 三维动画   | 导演      | 彩色 |
| 2009年   | 生命中最后一片叶子 | 三维动画   | 导演/编剧 | 彩色 |
| 2008年   | Seyit Onbasi       | 3D立体动画 | 导演      | 彩色 |
| 2007年   | 重逢               | 三维动画   | 导演      | 彩色 |
| 2006年   | 幸福就在隔壁       | 二维动画   | 导演/编剧 | 彩色 |
| 2005年   | 笑丧               | 实验动画   | 导演      | 黑白 |
| 2004年   | 这个秋天我没有收获 | 泥塑动画   | 导演      | 彩色 |